# The Oxford Book of English Madrigals
Das Oxford Book of English Madrigals (Oxford-Buch der englischen Madrigale) ist eine von Philip Ledger herausgegebene Liedersammlung, die 1978 von der Oxford University Press veröffentlicht wurde. Sie enthält die Texte und die Notation von etwa 60 Madrigalen und Gesängen der englischen Madrigalschule.
Bei der Auswahl der Werke entschied sich Philip Ledger, die großen Komponisten englischer Musik des 16. Jahrhunderts wie William Byrd und Thomas Morley mit mehreren Madrigalen vertreten zu lassen, neben einzelnen Werken weniger bekannter Komponisten. Ledger arbeitete mit Andrew Parker, einem Musikwissenschaftler vom King’s College, Cambridge, zusammen, der die Liedertexte recherchierte und die Sammlung mit Anmerkungen und kritischen Kommentaren ergänzte.

## Madrigale
Die folgenden Komponisten sind vertreten (Anzahl ihrer Stücke in Klammern):
- Thomas Bateson (1) Those sweet delightful lilies
- John Bennet (2) All creatures now[4]; Weep, O mine eyes
- William Byrd (3) Lullaby, my sweet little baby; This sweet and merry month of May; Though Amaryllis dance
- Michael Cavendish (1) Come, gentle swains[5]
- Michael East (3) Poor is the life; Quick, quick, away, dispatch!; (*No haste, but good!)
- John Farmer (2) Fair nymphs, I heard one telling; Fair Phyllis I saw
- Giles Farnaby (1) Consture my meaning
- Orlando Gibbons (6) Ah, dear heart; Dainty fine bird; Oh that the learned poets; The silver swan; Trust not too much, fair youth; What is our life?
- Thomas Greaves (1) Come away, sweet love
- George Kirbye (1) See what a maze of error
- Thomas Morley (10) April is in my mistress' face; Fyer, fyer!; Hard by a crystal fountain; I love, alas, I love thee; Leave, alas, this tormenting; My bonny lass she smileth; Now is the month of maying; Sing we and chant it; Though Philomela lost her love; Whither away so fast.
- Robert Ramsey (1) Sleep, fleshly birth
- Thomas Tomkins (5) Adieu, ye city-prisoning towers; Music divine; Oh yes, has any found a lad?; See, see the shepherds’ queen; Too much I once lamented
- Thomas Vautor (2) Mother, I will have a husband; Sweet Suffolk owl
- John Ward (2) Come sable night; Out from the vale
- Thomas Weelkes (11) As Vesta was; Come, sirrah Jack, ho!; Hark, all ye lovely saints; O care, thou wilt despatch me; (*Hence care, thou art too cruel); Since Robin Hood; Sing we at pleasure; Strike it up, tabor; Thule, the period of cosmography; (*The Andalusian merchant); Thus sings my dearest jewel
- John Wilbye (8) Adieu, sweet Amaryllis; Draw on, sweet night; Flora gave me fairest flowers; Lady, when I behold; O what shall I do; Sweet honey-sucking bees; (*Yet, sweet, take heed); Weep, weep, mine eyes

* zweite Teile

## Einspielungen
38 Stücke der Sammlung wurden 1979 vom Ensemble Pro Cantione Antiqua unter Philip Ledger eingespielt.